# E-Prix di Montréal
L'E-Prix di Montréal è stato un evento automobilistico destinato alle vetture a trazione interamente elettrica del campionato di Formula E tenuto a Montréal. La prima ed unica edizione si è svolta all'interno della stagione 2016-2017, la terza della categoria, con una doppia gara, che ha rappresentato il finale della stagione che ha visto laurearsi campione Lucas Di Grassi. Il 19 dicembre 2017 l'amministrazione della città canadese annuncia di non avere più intenzione di finanziare l'E-Prix locale, dunque la doppia gara conclusiva prevista per la stagione 2017-2018 viene eliminata dal calendario.

## Circuito
L'evento si disputa sul Circuito cittadino di Montréal, che si trova nella zona sud-orientale della città. È lungo circa 2,8 km che si snodano fra la torre della CBC e il Ponte Jacques Cartier.

## Albo d'oro
| Edizione | Gara | Tracciato                      | Vincitore                      | Secondo                          | Terzo                             | Pole position                    | Giro veloce               |
| -------- | ---- | ------------------------------ | ------------------------------ | -------------------------------- | --------------------------------- | -------------------------------- | ------------------------- |
| 2017     | G1   | Circuito cittadino di Montréal | Lucas Di Grassi Audi Sport ABT | Jean-Éric Vergne Techeetah       | Stéphane Sarrazin Techeetah       | Lucas Di Grassi Audi Sport ABT   | Loïc Duval Dragon Racing  |
| 2017     | G2   | Circuito cittadino di Montréal | Jean-Éric Vergne Techeetah     | Felix Rosenqvist Mahindra Racing | José María López DS Virgin Racing | Felix Rosenqvist Mahindra Racing | Nico Prost Renault-e.dams |